# Hypoponera macradelphe
Hypoponera macradelphe är en myrart som först beskrevs av Wilson 1958.  Hypoponera macradelphe ingår i släktet Hypoponera och familjen myror. Inga underarter finns listade i Catalogue of Life.